# 水族館 (漫畫)
《水族館》是博以四格漫畫形式創作的日本漫畫作品，於芳文社旗下《Manga Time Kirara Carat》2009年8月號至10月號短期連載後，於2009年12月號開始正式連載至2011年10月號，單行本全2冊。中文版由東立出版社代理發行。

## 故事簡介
本作以四格漫畫的方式，描寫高中生人際關係與青春故事。漫畫本身較重視故事性，並未針對每四格下標題，而是以整月連載為一個主題（如第○話「標題」）。
家裡開熱帶魚店的主角優，進入高中後沒有多久，遇見對自己維護的水族箱感興趣的少女沙織。優在與沙織接觸的過程中，建議她打造自己的水族箱，與家中水族館認識的沙織的青梅竹馬良昭也逐漸熟識起來。

## 登場人物
三島 優
本作主角，高中一年級女生，就讀1班。在家裡的熱帶魚店幫忙，並替自己照顧的魚命名。喜歡水族館，看到魚就會像是變了個人一樣。在西校舍（第2校舍）的空教室中發現環境惡劣的水槽後，開始改造這個水槽。和千穗與佳代同國中畢業。很受異性歡迎，國中時代常常被告白。
瀨尾 良昭
高1男生，就讀1班，但因為住院的關係，比別人晚入學。第一天上學前日，在優顧店時來店，而後成為店裡的常客。和沙織及由紀夫認識很久，同樣都是西中畢業。
吉岡 沙織
高1女生，就讀5班。從很早開始就和良昭與由紀夫玩在一塊，但對自己沒有女性朋友感到煩惱。在西校舍空教室中發現改造後的水槽，而開始對水族箱產生興趣。在優改造水槽時碰見她，並被建議打造自己的水族箱。運動神經出色，同時也很會彈琴。
藤崎 千穗
高1女生，就讀1班，是優和佳代的好友，參加文藝社。消息靈通，並很照顧優。成績優秀，是學年第一的秀才。
佳代
高1女生，就讀1班。優和千穗的好友，個性溫吞，但跑步速度很快，並加入田徑社。
西田 由紀夫
高1男生，就讀1班。良昭與沙織的青梅竹馬，住在沙織家隔壁。

## 出版書籍
| 冊數 | 芳文社        | 芳文社                 | 東立出版社     | 東立出版社             |
| 冊數 | 發售日期      | ISBN                   | 上市日期       | ISBN                   |
| ---- | ------------- | ---------------------- | -------------- | ---------------------- |
| 1    | 2010年9月27日 | ISBN 978-4-8322-7947-6 | 2012年3月23日  | ISBN 978-986-10-8928-7 |
| 2    | 2011年9月27日 | ISBN 978-4-8322-4068-1 | 2012年11月15日 | ISBN 978-986-10-8929-4 |